# Godzilla: Unleashed
Godzilla: Unleashed is een vechtspel voor de Wii en PlayStation 2, gebaseerd op de Godzillafilms. Het spel werd ontwikkeld door Pipeworks, en uitgebracht door Atari.
Een PlayStation Portable (PSP) versie staat op de planning voor 2008.

## Verhaal
De verhaallijn van Unleashed speelt zich 20 jaar na Godzilla: Save the Earth af.
Een meteorietenregen veroorzaakt op aarde grote klimaatveranderingen en aardbevingen. Vrijwel gelijktijdig beginnen de kaiju van de aarde de steden aan te vallen als gevolg van vreemde kristallen die uit de grond groeien.
Onder de leden van de aarde en de monsters worden al snel verschillende teams gevormd. Deze teams zijn: Earth Defender, Global Defense Force, Alien en Mutant.
De kristallen blijken al snel afkomstig te zijn van SpaceGodzilla, die ze gebruikt om zo te ontsnappen uit de dimensie waarin hij opgesloten was. Hij is nu lid van de Mutants. Ook duiken de Vortaak weer op, met hun eigen groep monsters.
De speler kiest een monster uit een van de groepen, en probeert de groep waar dit monster bij hoort naar de overwinning te leiden.

## Gameplay

### Arena’s
Er zijn in totaal negen gebieden in het spel, te weten Seattle, Sydney, New York, Mothership, Tokio, San Francisco, Osaka, Londen en Monster Island.

### Kristallen
De plot van Godzilla: Unleashed draait om de mysterieuze kristallen die op aarde zijn beland. In het spel komen ze voor in vier groepen:
1. Health crystals: blauwe kristallen die de gezondheid van een monster herstellen.
2. Energy crystals: gele kristallen die de energie van een monster herstellen.
3. Large crystals: paars/groene kristallen, die de “critical meter” van een monster razendsnel vergroten.
4. "Ambient" crystals, hebben invloed op het team van de speler indien ze vernietigd worden.

### Critical Mass
Een nieuwe toevoeging aan de Wii versie van Unleashed is de Critical Mass (letterlijk “kritieke massa”). Dit is de opvolger van de Rage Mode uit Godzilla: Save the Earth. Monsters kunnen deze toestand betreden door een groot kristal te vernietigen. Terwijl ze in hun “kritieke toestand” zijn, neemt hun kracht enorm toe. Na afloop neemt hun energiemeter echter af.

### Power Surges
Unleashed heeft ook de Rage Attacks uit het vorige spel vervangen door "Power Surges"; supersterke aanvallen en mogelijkheden voor de monsters. Deze kunnen maar één keer per gevecht worden gebruikt, en kunnen worden verdiend in de singleplayer mode. Om een Power Surge te verdienen moet de speler een tegenstander verslaan die een speciale kracht heeft gekregen door de kristallen. Na het verslaan van deze tegenstander krijgt de speler zelf deze kracht. Een monster kan meerdere Power Surges bezitten.

### Eindes
Afhankelijk van het team waar de speler bij hoort, kent het spel meerdere eindes:
- Aliens: De gekozen monsters vernietigen stad na stad, terwijl de Vortaak koningin lachend toekijkt.
- Mutants: Meerdere steden blijken te zijn verwoest. Dan duikt SpaceGodzilla op, en brult triomfantelijk.
- Global Defense Force: Twee eindes. Indien ze alle Power Surges hebben bemachtigd, wordt de GDF corrupt en vernietig de wereld. Indien niet, dan redden ze de wereld en vernietigen SpaceGodzilla’s leger.
- Earth Defenders: Ook twee eindes. Indien alle Power Surges worden gevonden ziet men vele verwoeste steden. Het monster van de speler blijkt corrupt te zijn geworden, en heeft zijn bondgenoten verraden. Als niet alle Power Surges worden gevonden, wordt het monster bedankt voor zijn dappere optreden tegen SpaceGodzilla.

## Kaiju
Het spel bevat 26 kaiju voor de Wii, en 20 voor de PlayStation 2. Ze komen in vier teams voor.
Earth Defender
- Anguirus***
- Baragon***
- Fire Rodan***
- Godzilla 1954*
- Godzilla 90's***
- Godzilla 2000***
- King Caesar (Showa/Millennium hybrid)*
- Mothra (Heisei/Millennium hybrid)***
- Varan*

Global Defense Force
- Jet Jaguar***
- Kiryu***
- Mechagodzilla 2***
- Mecha-King Ghidorah***
- Moguera***

Alien
- Gigan (Millennium)*
- Gigan (Showa)**
- King Ghidorah (Showa/Millennium hybrid)*
- King Ghidorah (Showa/Heisei hybrid)**
- Mechagodzilla*
- Megalon***
- Orga***

Mutant
- Battra**
- Biollante*
- Destoroyah***
- Krystalak*
- Megaguirus***
- Obsidius***
- SpaceGodzilla***
- Titanosaurus*

*alleen in Wii
 ** alleen in PS2
 *** Beide

## Ontvangst
De Wii-versie is met gemengde reacties ontvangen. Officiële bronnen gaven het spel een negatieve review, met een 4/10 van GameInformer en een 3.5/10 van Gamespot. Het spel werd echter goed ontvangen door fans van de vorige spellen. In de eerste week werden er 11.000 exemplaren van verkocht.
De PS2 versie kreeg eveneens slechte reviews.